# Raúl Emeal
Raúl Florio Emeal (ur. 16 stycznia 1916 w Buenos Aires – 20 października 1999) – piłkarz argentyński, grający na pozycji napastnika.
W piłkę zaczął grać w klubie Ferro Carril Oeste. Jako gracz klubu Ferro Carril był w kadrze reprezentacji podczas turnieju Copa América 1937, gdzie Argentyna zdobyła tytuł mistrza Ameryki Południowej. Emeal nie zagrał w żadnym meczu.
Emeal, po długim okresie gry w Ferro Carril, w 1940 roku przeszedł do klubu Boca Juniors, z którym w tym samym roku zdobył tytuł mistrza Argentyny. Zawodnikiem Boca Juniors był do 13 lutego 1943 roku – rozegrał 63 mecze (35 zwycięstw i 13 remisów), a dokładniej zaliczył 5536 minut gry zdobywając 13 bramek. Ostatni raz w barwach Boca Juniors wystąpił 15 listopada 1942 roku w przegranym 1:2 meczu przeciwko Gimnasia y Esgrima La Plata. Choć był powoływany do reprezentacji, nie zagrał w niej ani razu.